# Црква Светих апостола Петра и Павла у Горњој Пакаштици
Црква Светих апостола Петра и Павла се налазила у Горњој Пакаштици, насељеном месту на територији општине Подујево, на Косову и Метохији. Припадала је Епархији рашко-призренске Српске православне цркве.
Црква посвећена је Светим апостолима Петру и Павлу, подигнута је на темељима старе цркве 1925. године. Стара црква, позната и као „Краљева црква“ из 14. века, подигнута је на брду Краљевици и задужбина је Краља Милутина (1282 - 1321).

## Разарање цркве 1999. године
Црква је оштећена и оскрнављена а крстови и гробови демолирани након доласка британских снага КФОР-а.